# 산탄데르 아레나
산탄데르 아레나(Santander Arena)는 미국 펜실베이니아주 레딩에 위치한 실내 경기장이다. 현재 ECHL 레딩 로열스의 홈경기장으로 사용되고 있다.